# National Gallery of Art Sculpture Garden

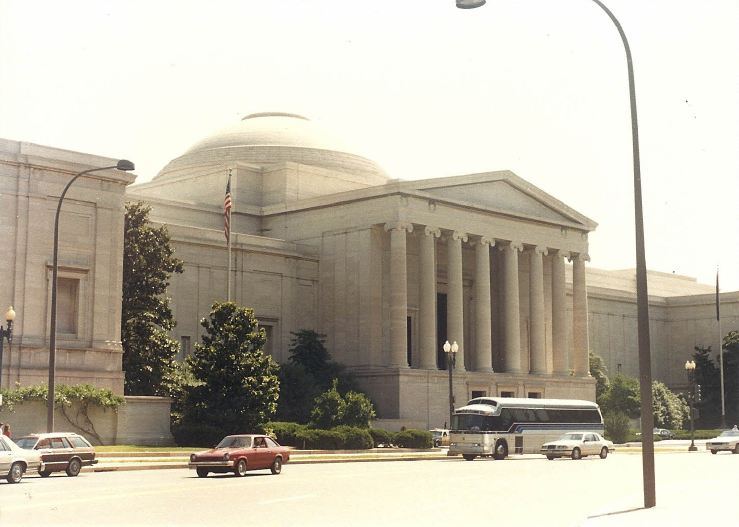
Bâtiment ouest de la National Gallery of Art à la droite duquel se trouve le National Gallery of Art Sculpture Garden rattaché à ce musée d'art

Le National Gallery of Art Sculpture Garden est le plus récent ajout à la National Gallery of Art de Washington, D.C.. Il est situé sur le National Mall entre le côté ouest du bâtiment de la National Gallery et le National Museum of Natural History de la Smithsonian Institution.
Achevé et ouvert au public le 23 mai 1999, l'emplacement fournit un cadre extérieur pour présenter plusieurs pièces de la collection de sculptures contemporaines du musée. La collection est centrée sur une fontaine qui, de décembre à mars, est convertie en patinoire. Une telle patinoire était antérieure à la construction du jardin. Le "Pavillon Café" se trouve à côté du jardin.
Laurie Olin et son cabinet d'architectes, la firme OLIN, ont été les architectes paysagistes qui ont redessiné le jardin.

## Réalisations et artistes
- Claes Oldenburg; Coosje van Bruggen, Typewriter Eraser, Scale X, 1999
- Joan Miró, Personnage Gothique, Oiseau-Eclair, 1974/1977
- Louise Bourgeois, Spider, 1996/1997
- Tony Smith, Wandering Rocks
- Magdalena Abakanowicz, Puellae, 1992
- Mark di Suvero, Aurora, 1992–93
- Scott Burton, Six-Part Seating, 1985/1998
- Joel Shapiro, Untitled, 1989
- Ellsworth Kelly, Stele II, 1973
- Barry Flanagan, Thinker on a Rock, 1997
- Sol LeWitt, Four-Sided Pyramid, 1965
- Lucas Samaras, Chair Transformation Number 20B, 1996
- Tony Smith, Moondog, 1964
- David Smith, Cubi XXVI, 1965
- Alexander Calder, Cheval Rouge, 1974
- Roy Lichtenstein, House I, 1996/1998
- George Rickey, Cluster of Four Cubes, 1992
- Hector Guimard, An Entrance to the Paris Métropolitain, 1902/1913
- David Smith, Cubi XI, 1963
- Roxy Paine (en), Graft, 2008–2009
- Robert Indiana, AMOR, 1998/2006 [3]